# Tagbina
Tagbina es un municipio filipino de segunda categoría, situado en la parte nordeste de la isla de Mindanao. Forma parte de la provincia de Surigao del Sur situada en la Región Administrativa de Caraga, también denominada Región XIII. Para las elecciones está encuadrado en el Segundo Distrito Electoral.

## Geografía
Situado en el sur de la provincia, 72 km al sur de la ciudad de Tandag, su capital.
Junto con San Miguel son los únicos municipio de la provincia que no se asoman al mar de Filipinas.
Su término linda al norte con el municipio de Barobo; al sur con el de Rosario a provincia de Agusán del Sur;  al este con el de Jinatuán; y al oeste con la provincia de Agusán del Sur, municipio de  San Francisco.

### Barrios
El municipio de Tagbina se divide, a los efectos administrativos, en 25 barangayes o barrios, conforme a la siguiente relación:
| - Batunán - Carpenito (Carpineto) - Doña Carmen - Hinagdanán - Kahayagán - Lago | - Maglambing - Maglatab - Magsaysay - Malixi - Manambia - Osmeña | - Población - Quezón - San Vicente - Santa Cruz - Santa Fe - Santa Juana - Santa María | - Sayón - Soriano - Tagongón - Trinidad - Ugobán - Villaverde |

### Comunicaciones
S00300, Carretera de Surigao a Dávao por la costa (Surigao-Davao Coastal Rd) entre las localidades de Lianga, al norte y Tagbina, al sur. Esta carretera atraviesa los barrios de Quezón, Trinidad, Maglambing, Población, Carpineto, Tagongón, Santa Cruz, Santa María y de Santa Juana.

## Historia
Tagbina se deriva del nombre del río que serpentea en sus alrededores, donde sus habitantes pescaban, Tagbanua que significa en la lengua vernácula Kamayo el  tipo de Homo sapiens gigantes de las montañas.
Nuevos caminos fueron construidos por el gobierno de la Commonwealth, concretamente el año de 1936 se abre la carretera de conexión de los municipios de Lianga y Hinatuan, lo que allanó el camino para la colonización dentro de los 50 kilómetros de territorio selvático. 
Tas la apertura de la carretera Lianga-Hinatuan se roturaron los campos a donde llegaron colonos de todo el archipiélago.
En el año de 1955 Tagbina se convirtió en un barrio del municipio de Jinatuán. Matías Tubia fue el primer teniente de barrio. El municipio de Tagbina fue creado agrupando varios barrios Jinatuán: Malixi, Santa Juana, Manambia, Batunan, Tagongon, Carpenito, Kahayagan, Lago, Maglambing, Tagbina (Población), Quezón, Soriano, Magsaysay, Osmeña y Mabtay. Más adelante se añadieron 10 más hasta alcanzar el número de 25.